# Comercio justo

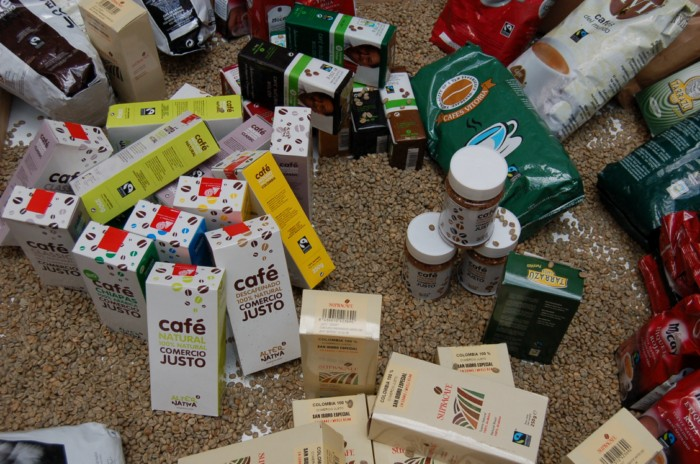
Productos comercio justo

El comercio justo (también denominado comercio equitativo o comercio alternativo) es una forma alternativa de comercio promovida por varias ONG (organizaciones no gubernamentales), por la Organización de las Naciones Unidas y por los movimientos sociales y políticos (como el pacifismo y el ecologismo) que promueven una relación comercial voluntaria y justa entre productores y consumidores. 
El  comercio justo es una iniciativa para crear canales comerciales innovadores, dentro de los cuales la relación entre las partes se orienta al logro del desarrollo sustentable y sostenible de la oferta. El comercio justo se orienta hacia el desarrollo integral, con sustentabilidad económica, social y ambiental, respetando la idiosincrasia de los pueblos, sus culturas, sus tradiciones y los derechos humanos básicos.
El comercio justo puede ser considerado una versión humanista del comercio libre, que al igual que este es voluntario entre las dos partes y no tendría lugar si ambas partes no creyeran que iban a salir beneficiadas.

## Principios del comercio justo
Los principios que defiende el comercio justo son:
Los Principios de Comercio Justo publicado por Fair Trade Federation de los Estados Unidos (fundado en 1995)
Principio de Justo Comercio #1 “Los miembros colocan los intereses de los productores y sus comunidades como la principal preocupación de su empresa.”
- Trabajo, en rechazo a los subsidios y ayudas asistenciales (de allí la frase del comercio justo: «Comercio, no ayuda»).
- Rechazo a la explotación infantil.
- Se trabaja con dignidad respetando los derechos humanos.
- El precio que se paga a los productores permite condiciones de vida dignas.
- Los compradores generalmente pagan por adelantado para evitar que los productores busquen otras formas de financiarse.
- Se valora la calidad y la producción sostenible.
- Cuidar del medio ambiente
- Se busca la manera de evitar intermediarios entre productores y consumidores.
- Se informa a los consumidores acerca del origen del producto.
- El proceso debe ser voluntario, tanto la relación entre productores, distribuidores y consumidores.
- Precio que se paga, más allá de lo que ofrece el mercado capitalista

Es favorable a la libertad de comercio en iguales condiciones, es decir, abolir las restricciones discriminatorias a productos provenientes de países en desarrollo, desde materia prima a manufacturas o tecnología. Así se evita la discriminación y el proteccionismo. Intenta también evitar las grandes diferencias entre el precio que pagan por un producto los consumidores del primer mundo y el dinero que se les paga a sus productores en el tercer mundo, además de evitar la explotación de los trabajadores. Esto contribuye a compensar los efectos de la obsesión consumista por el precio más barato, sin otra consideración, y sus consecuencias:
- Progresivo deterioro de la calidad y durabilidad de los productos.
- Explotación de los productores (ver taller de trabajo esclavo).
- El precio justo, es decir, que este no contenga componentes influenciados por intervenciones o subsidios estatales que distorsionan el concepto de comercio justo. Las distorsiones y consecuentes quejas en el mercado derivadas de los subsidios son elevadas por las partes interesadas a la Organización Mundial del Comercio.

La filosofía del comercio justo es que la mejor ayuda de los países centrales a los países en vías de desarrollo es el establecimiento de relaciones comerciales éticas y respetuosas, con crecimiento sostenible de las naciones y de los individuos. Más que por las entidades oficiales o estatales, el comercio justo es impulsado y practicado por millones de personas solidarias en diversas partes del mundo. Aquí las llamadas Tiendas del Tercer Mundo cumplen un rol decisivo, a través de voluntarios que en sus horas libres apoyan en la venta de productos como Café de Colombia, Ron de Cuba, Miel de Chiapas, Quinua de Bolivia y Perú, etc.
- Garantizar para los trabajadores un salario justo.
- Mejorar las condiciones de seguridad e higiene del lugar de trabajo.
- Fomentar la igualdad de oportunidades para las mujeres.
- Proteger los derechos de los niños.
- Salvaguardar las minorías étnicas.
- Preservar el medio ambiente.

## Historia
En 1964, comienza el sistema de Comercio Justo, (FT por sus siglas en inglés: Fair Trade), con la conferencia de la UNCTAD: Conferencia de las Naciones Unidas sobre Comercio y Desarrollo. Allí, algunos grupos plantearon suplantar la ayuda económica hacia los países pobres por un régimen de apertura comercial de los mercados de alto poder adquisitivo. Solo unos pocos grupos de habitantes de los países desarrollados promovieron la creación de tiendas "UNCTAD", que comercializarían productos del llamado Tercer Mundo en Europa, evitando las barreras arancelarias de entrada. A partir de ese momento, se inició una cadena de tiendas "Solidarias", en Países Bajos y luego Alemania, Suiza, Austria, Francia, Suecia, Gran Bretaña y Bélgica.
En 1967, además, la organización católica SOS Wereldhandel, de los Países Bajos, comenzó a importar productos artesanales desde países subdesarrollados, con un sistema de ventas por catálogo. La formación de la red de tiendas Solidarias le otorgó a la SOS Wereldhandel un canal de comercialización estable. Las tiendas Solidarias gozaron de éxito de ventas, donde las sucursales se transformaron en organizaciones autónomas importando productos en forma directa.
En 1973, entró en este sistema de comercio el primer producto alimentario importante: el café FT, producido por cooperativas guatemaltecas bajo la marca común Indio Solidarity Coffee. El café FT constituye un hito importante, dando un gran impulso al crecimiento del sistema.
En los años 1980, las transacciones y su frecuencia permitió que muchos productores encarasen la mejora de la calidad y el diseño de productos, apoyados en una red que les permitía ingresar a los mercados más importantes. La lista de productos involucrados creció con la incorporación de mezclas de café, té, miel, azúcar, cacao, nueces. Las artesanías crecieron en cantidad y calidad, con técnicas de marketing.
En 2006, hay organizaciones de comercio justo en Europa, Canadá, Estados Unidos, Japón; con ventas por más de 3000 tiendas solidarias, por catálogos, por representantes, por grupos. También es considerable la participación en la red de las diferentes organizaciones religiosas. La aparición de los Sellos identificatorios ha dado un gran impulso al sistema. La primera marca de calidad comercio justo fue en Países Bajos en 1988. A partir de ese ejemplo, surgieron varias iniciativas de "Etiquetado Justo". En 1997, varias de ellas se organizaron formando la Fairtrade Labelling Organizations International —Organización Internacional de Etiquetado Justo— (FLO). El miembro español de la FLO es Fairtrade España, anteriormente conocido como Asociación del Sello de Productos de Comercio Justo.

## Comercio justo y política
Como curiosidad histórica, aunque no debe entenderse como algo directamente relacionado con el movimiento actual, el anarcoindividualista y mutualista estadounidense Josiah Warren, enunciador del «principio del costo» escribió un manifiesto en 1841 en el que se encuentra una reivindicación del comercio justo, con una filosofía no muy diferente a la del actual movimiento por el comercio justo. 
También durante la revolución española de 1936 los sindicatos anarquistas colocaban sellos a los productos elaborados en fábricas colectivizadas por sus propios trabajadores (principalmente a los de exportación, véase UCLEA) para que sus consumidores finales supieran que tal producto era elaborado en una empresa en que sus mismos productores eran los propietarios.
En la actualidad hay un consenso sobre el comercio justo entre tres partidos políticos españoles: PP, PSOE e IU que acostumbran a apoyar las diferentes iniciativas sobre comercio justo en el ámbito local.

## Sello de comercio justo

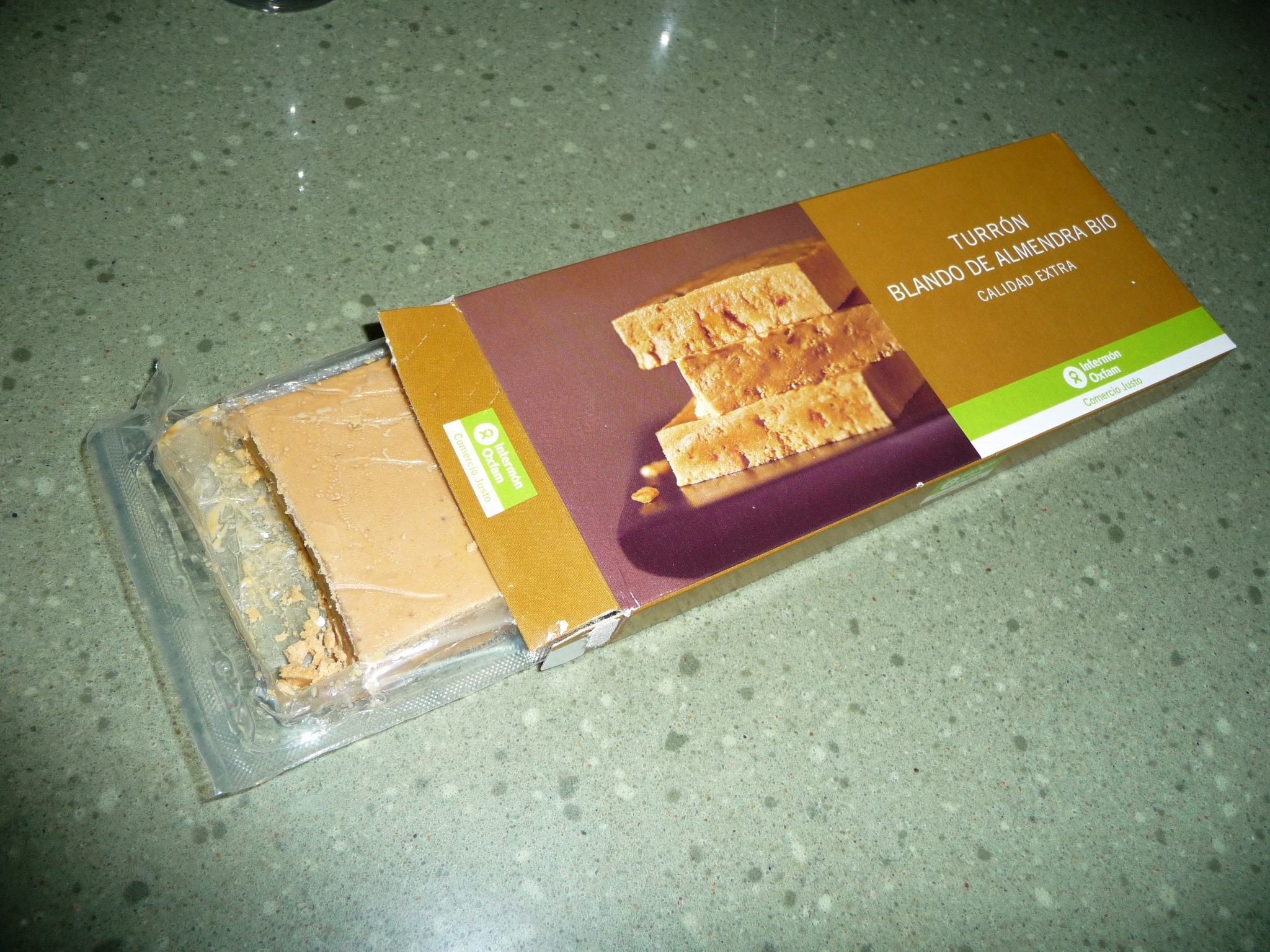
Turrón de comercio justo

El Sello de Comercio Justo o Sello Fairtrade es el sello que, impreso en un producto, garantiza que este proviene de «comercio justo» y se ha producido y comercializado siguiendo los criterios internacionales del comercio justo establecidos por Fairtrade Labelling Organizations (FLO) International. 

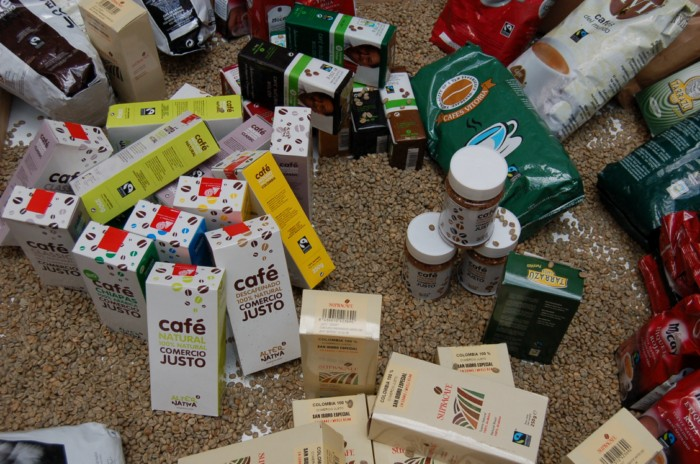
Cafés certificados con el Sello Fairtrade-Comercio Justo.

La certificación de los productos de comercio justo con un sello permite su fácil identificación y su venta en los canales de distribución habituales. Además la certificación Fairtrade abre el comercio justo a todas aquellas empresas dispuestas a seguir los criterios de comercio justo en la elaboración de uno o más productos. De este modo la certificación Fairtrade ha contribuido de forma significativa al crecimiento global del volumen de los productos de comercio justo vendidos en todo el mundo.
Fairtrade España se encarga dentro del Estado español de dar la licencia para el uso de este sello y fomenta el que consumidoras y consumidores lo conozcan y opten por los productos Fairtrade. La Asociación del Sello Fairtrade es miembro de FLO International, el organismo internacional que apoya a los productores que trabajan con Fairtrade o desean trabajar con Fairtrade y que establece los criterios o estándares de comercio justo para cada producto.

### Sello de comercio justo para el sector forestal
El sello Madera Justa es el primer sello de comercio justo para el sector forestal y la industria de la madera.
Es el sistema de certificación más completo, puesto que garantiza que se cumplen criterios ambientales como la legalidad de la madera, reducción de emisiones de gases efecto invernadero y la gestión sostenible de los montes, criterios sociales con los principios del comercio justo y criterios económicos como garantizar que al menos los gastos de producción se cubren.
Las empresas certificadas muestran a sus clientes y proveedores un gran nivel de responsabilidad social, ambiental y económica con su entorno.
El sello Madera Justa certifica que la empresa que cumple 81 requisitos de su estándar es responsable ambientalmente, socialmente y económicamente. Esos requisitos se dividen en siete partes que los definen por su categoría:

## Comercio justo y soberanía alimentaria
El comercio justo ha sido relacionado también con la soberanía alimentaria. La activista y autora Esther Vivas considera que el comercio justo debe asumir las premisas y postulados de la soberanía alimentaria y que la aplicación de los principios de la soberanía alimentaria al comercio justo supone “hablar de un comercio justo de proximidad, exceptuando aquellos productos que no se elaboran en nuestro territorio; de un comercio justo respetuoso con el medioambiente y controlado por las comunidades; de un comercio justo que combate las políticas neoliberales y a las multinacionales".
WFTO es otro sello que garantiza la procedencia bajo criterios de comercio justo.

## Desarrollo del marco legal

### En Europa
- 1991: el Parlamento Europeo adopta la “Resolución sobre el consumo del café como una manera de dar un apoyo activo a pequeños cafetaleros del Tercer Mundo y la introducción de este café en las instituciones europeas”.
- 1994: el Parlamento Europeo adopta la “Resolución para promover la justicia y la solidaridad en el comercio Norte-Sur”. La Comisión Europea prepara su “Memoria sobre el comercio alternativo” donde declara su apoyo a la consolidación del comercio justo en el Sur y el Norte y su intención de crear un grupo de trabajo de la CE sobre este tema.
- 1996: el Comité Económico y Social de las Comunidades Europeas adopta una “Opinión sobre el movimiento europeo de las marcas de Comercio Justo”.
- 1997: el Parlamento Europeo adopta una resolución sobre el sector de los plátanos y pide a la Comisión que facilite el acceso al mercado a las nuevas empresas que practican el Comercio Justo. El Parlamento Europeo adopta una “Resolución sobre los avales sociales” y saluda las iniciativas de las ONG que llevan a cabo las campañas Ropa Limpia, Rugmark y otras iniciativas que promueven el Comercio Justo.
- 1998: la UNCTAD, Conferencia de las Naciones Unidas sobre Comercio y Desarrollo, organiza la conferencia “Socios en el desarrollo” e invita al movimiento del comercio justo a participar en la conferencia formal. El Parlamento Europeo adopta la “Resolución sobre Comercio Justo”.
- 1999: la Comisión Europea adopta una “Comunicación de la Comisión al Consejo sobre Comercio Justo”.
- 2000: Primera Declaración Final de la cumbre celebrada entre África y la UE que hace referencia explícita al Comercio Justo. El nuevo Acuerdo de Cooperación entre la Unión Europea y los estados de África, el Caribe y el Pacífico, el Tratado Cotonú, se refiere específicamente al desarrollo del Comercio Justo.
- 2004: Comunicación de la Comisión al Consejo y al Parlamento Europeo: Cadenas de productos básicos, agrícolas, dependencia y pobreza. Propuesta de plan de acción de la UE.
- 2006: Informe sobre el Comercio Justo y Desarrollo de la Comisión de Desarrollo del Parlamento Europeo. Resolución del Parlamento Europeo sobre Comercio Justo y Desarrollo.
- 2010: febrero: llamada a la acción de parte del Comité de las Regiones a favor del comercio justo y de una estrategia integral para fomentarlo.
- 2010: mayo: opinión del Parlamento Europeo a favor del comercio justo, instando a la Comisión Europea a favorecerlo en la compra pública.

### En España
- Proposiciones No de Ley aprobadas por la Comisión de Cooperación y Ayuda al Desarrollo del Congreso de los Diputados el 19 de diciembre de 1996 sobre el comercio justo y solidario.
- Ley 23/1998 de Cooperación internacional para el desarrollo. El artículo 13 sobre educación para el desarrollo y sensibilización social hace referencia al comercio justo.
- Ley 30/2007 de Contratos en el Sector Público, aprobada el 30 de octubre de 2007. Se contempla la figura del comercio justo en la compra pública.
- Proposición no de ley para el fomento del comercio justo y el consumo responsable, aprobada el 11 de noviembre de 2007 por la comisión de Cooperación Internacional al Desarrollo del Congreso de los Diputados.
- La política española de cooperación para el desarrollo reconoce la importante labor del comercio justo. Así el Plan Director de la Cooperación Española 2005-2008 apoya expresamente a las cooperativas de comercio justo, atendiendo el objetivo estratégico de aumentar las capacidades económicas de los receptores de ayuda.
- Proposición No de Ley aprobada por la Asamblea de Madrid el 19 de junio de 1996 sobre comercio justo y solidario.
- Proposición No de Ley aprobada por el Parlamento de Cataluña el 20 de diciembre de 1996 sobre el comercio justo y solidario.
- Ley 14/2007, de 28 de diciembre, de Carta de Justicia y Solidaridad con los países empobrecidos (País Vasco).

## Críticas
El comercio justo ha recibido críticas por traducirse en un precio final más caro que los productos tradicionales y por exigir a los productores complejos sistemas organizativos, que muchas veces no se corresponden con el sistema productivo originario y con las tradiciones de los agricultores locales.
El comercio justo ha recibido también críticas desde ambos lados del espectro político. Algunos economistas lo consideran un tipo de subsidio que entorpece el crecimiento. Defensores del libre mercado argumentan que el término es falaz, puesto que las transacciones comerciales solo puede ocurrir si las partes implicadas las aceptan libremente, haciendo que sea intrínsecamente justo. Por otro lado, grupos de izquierda critican que el comercio justo no supone ningún cambio real sobre el actual sistema comercial.
También han surgido críticas de algunos comerciantes que dicen que, debido a que los locales donde se colocan están subvencionados por organismos públicos y los dependientes suelen ser voluntarios de las ONG es un sistema injusto para los comerciantes autóctonos, que no pueden competir en régimen de igualdad contra estos establecimientos.

## Tratamiento en medios de comunicación e incidencia en la opinión pública
El tratamiento de los medios de comunicación del comercio justo, si atendemos a la teoría de Auguste Comte de las funciones de los medios de comunicación para el cambio social vemos dos funciones sociales de los medios de comunicación muy por encima del resto. Estas serían la función de cohesión o consenso y la de otorgar estatus o reconocimiento. Por tanto, podemos comprobar que los medios están participando activamente en la concienciación al respecto de este tipo de comercio, informando de la mayor parte de iniciativas que se llevan a cabo al respecto.